# Всесвітній день хіджабу
Всесвітній день хіджабу — щорічна подія, що заснована Назмою Ханом у 2013 році, яка проходить 1 лютого щороку в 140 країнах світу. Його заявлена мета полягає в тому, щоб заохотити жінок будь-якої релігії та походження носити хіджаб протягом одного дня, а також навчати та поширювати обізнаність про те, чому носять хіджаб. Назма Хан сказала, що її метою також є сприяння більш широкому визнанню носіння хіджабу, а також боротьба з релігійною дискримінацією.

## Загальні відомості
Хіджаб — це тип головного убору, який носять багато мусульманок, як знак скромності. Хіджаб буває різних форм.
Жінки-мусульманки, що носять хіджаб, стикаються як з явною, так і з прихованою дискримінацією у працевлаштуванні та в робочому середовищі, при цьому прихована упередженість часто призводить до більш ворожого ставлення.
Назма Хан, американка бангладешського походження, започаткувала Всесвітній день хіджабу (WHD) у 2013 році. Вона сказала, що її метою було «підвищити обізнаність і нормалізувати носіння хіджабу». Хан додала, що вона започаткувала цей день, сподіваючись на «виховання релігійної терпимості», враховуючи досвід зіткнення з «дискримінацією та знущаннями в школі та університеті, коли на них плювали, переслідували, били ногами та називали „терористом“». Таким чином, інші жінки не мали б такого досвіду, як «їй довелося пережити».
Такі закони, як законопроект Квебеку 21, який забороняє державним секторам носити релігійні символи, стали чинником у створенні Всесвітнього дня хіджабу.

## Офіційне визнання
У 2017 році штат Нью-Йорк визнав Всесвітній день хіджабу. Захід з відзначання цього дня відбувся в Палаті громад Сполученого Королівства, на якому була присутня Тереза Мей (колишній прем'єр-міністр Великобританії). Палата представників Філіппін затвердила 1 лютого як «щорічний національний день хіджабу» 2021.

## Критика
А. Кашетта критикує вибір 1 лютого для проведення Всесвітнього дня хіджабу як неприйнятний, стверджуючи, що це збігається з поверненням аятолли Рухолли Хомейні в 1979 році до Ірану з вигнання задля очолення іранської революції та запровадити закони про обов'язкове носіння хіджабу. Кашетта стверджує, що хоча хіджаб пропагується на Заході як символ права обирати одяг, такої ж пропаганди бракує жінкам, яких переслідують за відмову носити хіджаб.
Мар'ям Намазі, активна колишня мусульманка та активістка, розкритикувала Всесвітній день хіджабу, стверджуючи, що це «форма гноблення». У своїй власній статті, опублікованій у 2017 році, Маджид Наваз запропонував змінити назву на «Хіджаб — день вибору».
У 2018 році канадська активістка Ясмін Мохаммед почала кампанію #NoHijabDay у відповідь на Всесвітній день хіджабу, створивши його як спосіб привернути увагу жінок, які протистояли суспільному тиску та державним наказам зняти хіджаб.

## Соціальні мережі
Всесвітній день хіджабу в основному рекламується через соціальні мережі. Активісти рекламують цей день за допомогою хеш-тегів, наприклад #EmpoweredinHijab.